# Astropecten malayanus
Astropecten malayanus är en sjöstjärneart som beskrevs av Doderlein 1917. Astropecten malayanus ingår i släktet Astropecten och familjen kamsjöstjärnor. Inga underarter finns listade i Catalogue of Life.